# Butane-1,4-diol
Le butane-1,4-diol est un composé chimique de la famille des diols, constitué d'une chaine de butane portant un groupe hydroxyle à chaque extrémité. C'est l'un des quatre isomères stables du butanediol.
Il se présente sous la forme d'un liquide visqueux et incolore.

## Synthèse
Le butane-1,4-diol est obtenu industriellement par hydrogénation du but-2-yne-1,4-diol, lui-même obtenu par réaction de l'acétylène sur deux équivalents de méthanal. Ce type de processus basé sur l'acétylène est une illustration de ce qui est appelé « chimie de l'acétylène » ou « chimie de Reppe », du nom du chimiste allemand Walter Reppe qui en est l'un des fondateurs.
Le butane-1,4-diol peut aussi être produit industriellement par hydrogénation en phase vapeur des esters et des anhydres des acides maléique et succinique.
Ce produit peut être aujourd'hui biosourcé : Genomatica (une compagnie de génomatique basée à San Diego) a modifié génétiquement E. coli pour qu'elle métabolise le sucre en butane-1,4-diol.

## Utilisation
Le butane-1,4-diol est utilisé industriellement comme solvant et dans la fabrication de plastiques, fibres élastiques et polyuréthanes. En chimie organique, le butane-1,4-diol permet la synthèse de la γ-butyrolactone (GBL) (réaction à 200 °C en présence de ruthénium comme catalyseur). En présence de l'acide phosphorique à haute température, il se déshydrate en formant un solvant très utilisé, le tétrahydrofurane (THF).
La production mondiale annuelle de butane-1,4-diol est évaluée à un million de tonnes, au prix d'environ deux mille dollars la tonne en 2005. Environ la moitié est déshydratée en THF pour produire des fibres de type élasthanne. Le plus gros producteur est le groupe chimique allemand BASF.

## Usage détourné
Le butane-1,4-diol est aussi utilisé comme drogue récréative, connu sous le nom de « One Comma Four », « One Four Bee » ou « One Four B-D-O ». Il a des effets similaires au gamma-hydroxybutyrate (GHB), produit métabolique du butane-1,4-diol,

### Pharmacocinétique
Le butane-1,4-diol est converti en GHB via GHBAL, par les enzymes alcool déshydrogénase et aldéhyde déshydrogénase, avec des différences de niveau selon les individus, provoquant ainsi des effets différents selon les utilisateurs. Comme ces enzymes sont aussi responsables du métabolisme de l'alcool, il y a de grands risques d'interaction entre les deux processus,. Les patients aux urgences faisant une overdose d'alcool et de butane-1,4-diol présentent souvent au départ les symptômes d'une intoxication à l'éthanol, puis quand l'éthanol est métabolisé, le métabolisme du butane-1,4-diol est capable de concurrencer l'utilisation des enzymes et une seconde période d'intoxication se déroule quand le butane-1,4-diol est converti en GHB.

### Pharmacodynamie
Le butane-1,4-diol semble avoir deux types d'actions pharmacologiques. Les principaux effet psychoactifs du butane-1,4-diol sont dus à sa transformation en GHB. Cependant, on soupçonne le butane-1,4-diol d'avoir des effets pharmacologiques de même nature que ceux de l'alcool et qui ne sont pas dus à cette conversion.

### Législation
Aux États-Unis, le butane-1,4-diol n'est pas surveillé fédéralement, mais un certain nombre d'États l'ont classé comme substance à contrôler. Son interdiction au niveau fédéral semble peu probable, du fait du grand nombre de ses applications industrielles légitimes.

### Contamination du jeu Bindeez
Un jeu australien, appelé  Bindeez (en) (Aqua Dots en Amérique du Nord) constitué de petites billes de plastique coloré contenant normalement du pentane-1,5-diol a été rappelé en novembre 2007 par son fabricant. Il s'est en effet avéré que le fabricant chinois, Wangqi Product Factory, avait substitué sans autorisation le pentane-1,5-diol, physiologiquement sans risque, par du butane-1,4-diol vraisemblablement pour des raisons de coût (ChemNet China évalue le prix du butane-1,4-diol entre 1 350 et 2 800 $ la tonne, contre environ  9 700 $ la tonne pour le pentane-1,5-diol).